# Communauté de communes du Val de Vingeanne
La communauté de communes du Val de Vingeanne est une ancienne communauté de communes française, située dans le département de la Côte-d'Or en région Bourgogne-Franche-Comté.

## Histoire
Elle a été dissoute le 31 décembre 2016 pour fusionner avec  la communauté de communes du Mirebellois et former la communauté de communes Mirebellois et Fontenois au 1er janvier 2017.

## Composition
| Nom                                      | Code Insee | Gentilé         | Superficie (km2) | Population (dernière pop. légale) | Densité (hab./km2) |
| ---------------------------------------- | ---------- | --------------- | ---------------- | --------------------------------- | ------------------ |
| Fontaine-Française (siège)               | 21277      |                 | 30,66            | 898 (2014)                        | 29                 |
| Bourberain                               | 21094      |                 | 30,71            | 374 (2014)                        | 12                 |
| Chaume-et-Courchamp                      | 21158      | Chaumiens       | 8,10             | 176 (2014)                        | 22                 |
| Dampierre-et-Flée                        | 21225      |                 | 9,45             | 150 (2014)                        | 16                 |
| Fontenelle                               | 21281      |                 | 10,14            | 159 (2014)                        | 16                 |
| Licey-sur-Vingeanne                      | 21348      |                 | 3,39             | 106 (2014)                        | 31                 |
| Montigny-Mornay-Villeneuve-sur-Vingeanne | 21433      |                 | 30,83            | 384 (2014)                        | 12                 |
| Orain                                    | 21468      |                 | 13,67            | 104 (2014)                        | 7,6                |
| Pouilly-sur-Vingeanne                    | 21503      |                 | 10,56            | 116 (2014)                        | 11                 |
| Saint-Maurice-sur-Vingeanne              | 21562      |                 | 17,38            | 217 (2014)                        | 12                 |
| Saint-Seine-sur-Vingeanne                | 21574      | Saint-Séquanais | 18,69            | 406 (2014)                        | 22                 |

## Compétences
- Hydraulique
- Collecte des déchets des ménages et déchets assimilés
- Traitement des déchets des ménages et déchets assimilés
- Activités sociales
- Création, aménagement, entretien et gestion de zone d'activités industrielle, commerciale, tertiaire, artisanale ou touristique
- Action de développement économique (Soutien des activités industrielles, commerciales ou de l'emploi, Soutien des activités agricoles et forestières...)
- Construction ou aménagement, entretien, gestion d'équipements ou d'établissements culturels, socioculturels, socio-éducatifs
- Établissements scolaires
- Activités péri-scolaires
- Schéma de secteur
- Constitution de réserves foncières
- Transport scolaire
- Études et programmation
- Création, aménagement, entretien de la voirie
- Tourisme
- Programme local de l'habitat
- Opération programmée d'amélioration de l'habitat (OPAH)
- Préfiguration et fonctionnement des Pays
- NTIC (Internet, câble...)

## Sources
- La base Aspic (Accès des services publics aux informations sur les collectivités) pour le département de la Côte-d'Or
- La Communauté de communes du Val de Vingeanne sur la base Aspic
- [PDF] La Communauté de communes du Val de Vingeanne sur la base Banatic (Base nationale d'informations sur l'intercommunalité)